# قویون‌بینه‌سی
قویون‌بینه‌سی (به لاتین: Qoyunbinəsi) منطقه‌ای مسکونی در جمهوری آذربایجان است که در شهرستان یولاخ واقع شده است. قویون‌بینه‌سی ۲۶۹۵ نفر جمعیت دارد.